# Bolschije Bereschki (Kaliningrad)

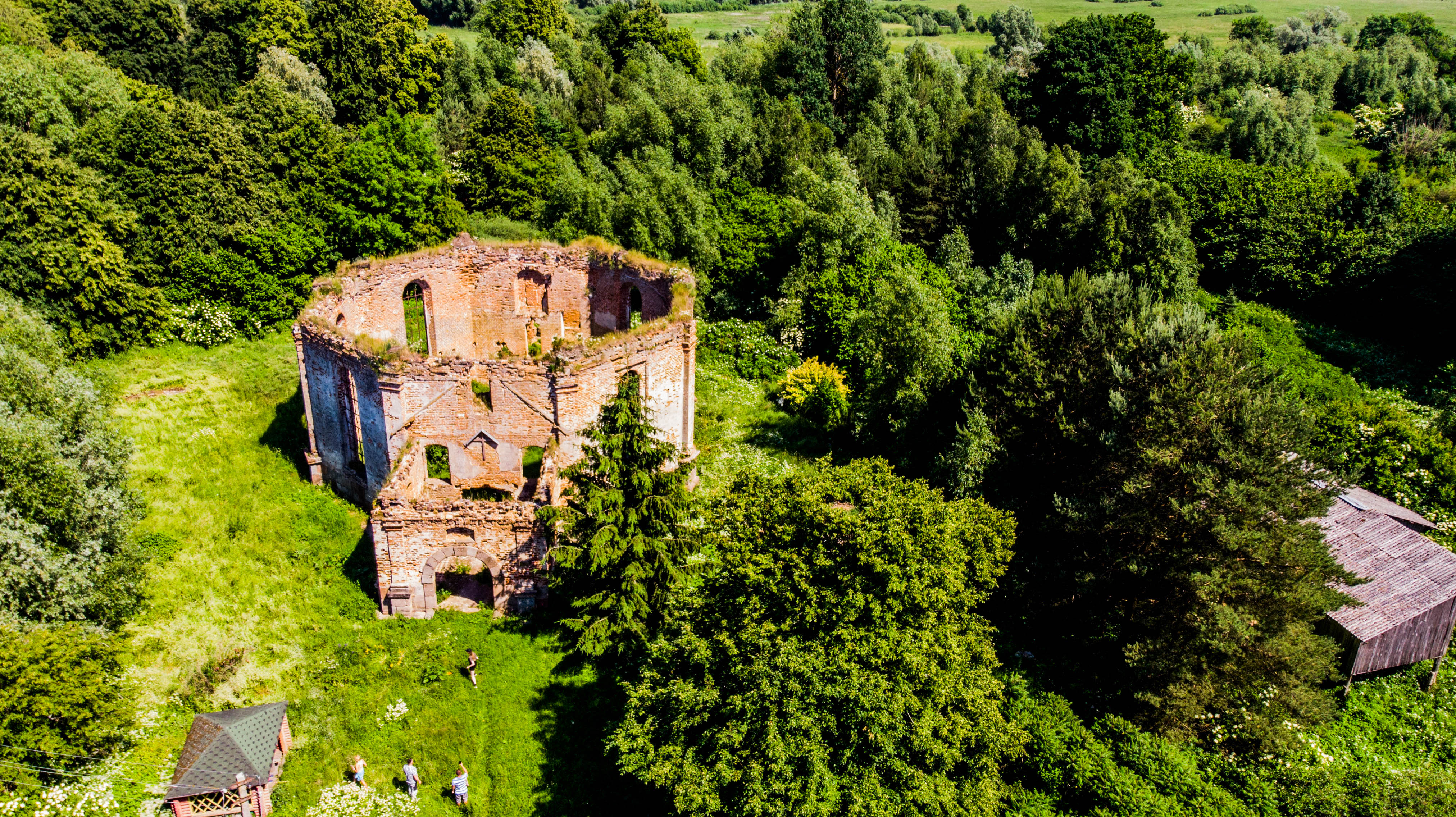
Ruine der Lappiener Kirche von oben

Bolschije Bereschki (russisch Большие Бережки, deutsch Alt Lappienen, 1938 bis 1945 Rauterskirch, litauisch Lapynai) ist ein Ort in der russischen Oblast Kaliningrad. Er gehört zur kommunalen Selbstverwaltungseinheit Stadtkreis Slawsk im Rajon Slawsk.

## Geographische Lage
Bolschije Bereschki liegt am Ostufer der Gilge (russisch: Matrossowka), an deren Westufer der Ort Malyje Bereschki (Neu Lappienen, 1938 bis 1946 Rautersdorf) angesiedelt ist. Nach Bolschije Bereschki führt eine Stichstraße, die von der Nebenstraße von Timirjasewo (Neukirch) nach Sapowednoje (Groß Kryszahnen, 294 bis 1946 Seckenburg) abzweigt. Innerorts endet ein von Aisty (Neuhof-Reatischken, 1938 bis 1946 Budeweg) kommender Landweg.
Eine Bahnanbindung besteht nicht. Vor 1945 war der Ort Kleinbahnstation an der Bahnstrecke Brittanien–Seckenburg der Niederungsbahn (ab 1939 „Elchniederungsbahn“).

## Geschichte
Die Entstehung der später Alt Lappienen genannten Ortschaft reicht bis weit in die prußische Zeit zurück. Bestand die hier lebende Bevölkerung noch 1250 bis 1450 weitestgehend aus Jägern und Fischern, so folgte nach einer Zeit der Grenzkämpfe mit den litauischen Nachbarn ein gutes Nebeneinander auf der Basis von Handel und Wandel. 1613 bis 1616 erfolgte die Begradigung der Gilge (Matrossowka), die den Verkehr zwischen Königsberg (Preußen) (heute russisch: Kaliningrad) und Tilsit (Sowetsk) erleichterte.
Im Jahre 1671 erwarb der Generalbaumeister des Großen Kurfürsten, Oberst Philipp de la Chièze, im Tausch gegen sein Gut Caputh bei Potsdam das hier noch urbar zu machende Land, aus dem später die Rautenburgschen Güter entstanden. Seine Ehefrau Katharina de la Chièze (geborene Rauter) ließ 1670 bis 1674 die Gilgeniederung entwässern, den Fluss vertiefen und eindeichen. Ihr Werk war auch der Bau der achteckigen Kirche zwischen 1675 und 1703. In zweiter Ehe mit Wolfgang Christoph Truchsess von Waldburg verheiratet ließ sie im südlich gelegenen Rautenburg (russisch: Malinowka, nicht mehr existent) das im Aufbau befindliche Schloss vollenden.
1709 bis 1711 erwies sich die Pest, die hier das gesamte Gebiet heimsuchte, als verheerend. Große Teile der Bevölkerung kamen ums Leben. König Friedrich Wilhelm I. ließ zehntausende Kolonisten aus der Schweiz, Holland, Nassau, Württemberg, Pfalz und Salzburg in das Land kommen, ebenso Handwerker und Landwirte aus dem Magdeburgischen und dem Halberstädtischen. 1757 bis 1762 folgten bittere Kriegsjahre, während derer russische Truppen das Kirchdorf Lappienen niederbrannten. Im Krieg gegen Napoleon brach 40 Jahre später eine neue Leidenszeit über die Bevölkerung herein.
Der weitere Ausbau der Gilge für die Schifffahrt sowie die Anbindung des Gebiets an die Niederungsbahn sorgten für wirtschaftlichen Aufschwung. 1874 wurde Alt Lappienen in den neu errichteten Amtsbezirk Lappienen eingegliedert, dessen Amtsdorf der am gegenüberliegenden Ufer gelegene Ort Neu Lappienen war. Dieser Amtsbezirk bestand – nach Umbenennung in „Amtsbezirk Rautersdorf“ im Jahre 1939 – bis 1945 und gehörte zum Kreis Niederung (ab 1939 „Kreis Elchneiderung“) im Regierungsbezirk Gumbinnen der preußischen Provinz Ostpreußen. Im Jahre 1910 zählte Alt Lappienen 161 Einwohner.
Am 9. März 1925 schlossen sich die Landgemeinden Alt Lappienen und Groß Lappienen zur neuen Landgemeinde Alt Lappienen zusammen. Sie gehörte ab jetzt zum Amtsbezirk Norwischeiten (der heute nicht mehr existente Ort hieß 1938 bis 1946: Schwanensee), der 1939 in „Amtsbezirk Rauterskirch“ umbenannt wurde und damit diesen Ort noch bis 1945 in den Rang eines Amtsdorfs hob.
Die Einwohnerzahl belief sich im Jahre 1925 auf 551, betrug im Jahre 1933 noch 547 und stieg bis 1939 auf 599. Am 3. Juni – amtlich bestätigt am 16. Juli – des Jahres 1938 wurden Alt- und Neu Lappienen in Erinnerung an Katharina Rauter in „Rauterskirch“ bzw. „Rautersdorf“ umbenannt. Letzter Besitzer des Schlosses war Adalbert Graf von Keyserlingk. Am 7. Mai 1945 wurde das Anwesen durch sowjetische Truppen niedergebrannt.
In Kriegsfolge kam Alt Lappienen bzw. Rauterskirch 1945 mit dem gesamten nördlichen Ostpreußen zur Sowjetunion. Der Ort erhielt 1947 die russische Bezeichnung „Bolschije Bereschki“ und wurde gleichzeitig in den Dorfsowjet Sapowednenski selski Sowet im Rajon Slawsk eingeordnet. Von 2008 bis 2015 gehörte Bolschije Bereschki zur Landgemeinde Timirjasewskoje selskoje posselenije und seither zum Stadtkreis Slawsk.

### Amtsbezirk Rauterskirch (1939–1945)
Am 18. April 1939 wurde der Amtsbezirk Rauterskirch in Umbenennung des Amtsbezirks Norwischeiten (der Ort hieß 1938 bis 1946: Schwanensee) errichtet. Er gehörte mit seinen sieben Gemeinden bis 1945 zum Kreis Elchniederung im Regierungsbezirk Gumbinnen der preußischen Provinz Ostpreußen:
| Name         | Name bis 1938            | Russischer Name     |
| ------------ | ------------------------ | ------------------- |
| Alt Iwenberg | bis 1926: Kallwellen     |                     |
| Budeweg      | Neuhof-Reatischken       | Aisty               |
| Iwenheide    | Scharkus-Tawell          | Plodowoje           |
| Nassenfelde  | Andreischken             | Krutoje             |
| Rauterskirch | Alt Lappienen            | Bolschije Bereschki |
| Schwanensee  | Norwischeiten            |                     |
| Tranatenberg | bis 1929: An der Ulpesch | Kamyschino          |

## Kirche
Siehe den Hauptartikel → Kirche Lappienen

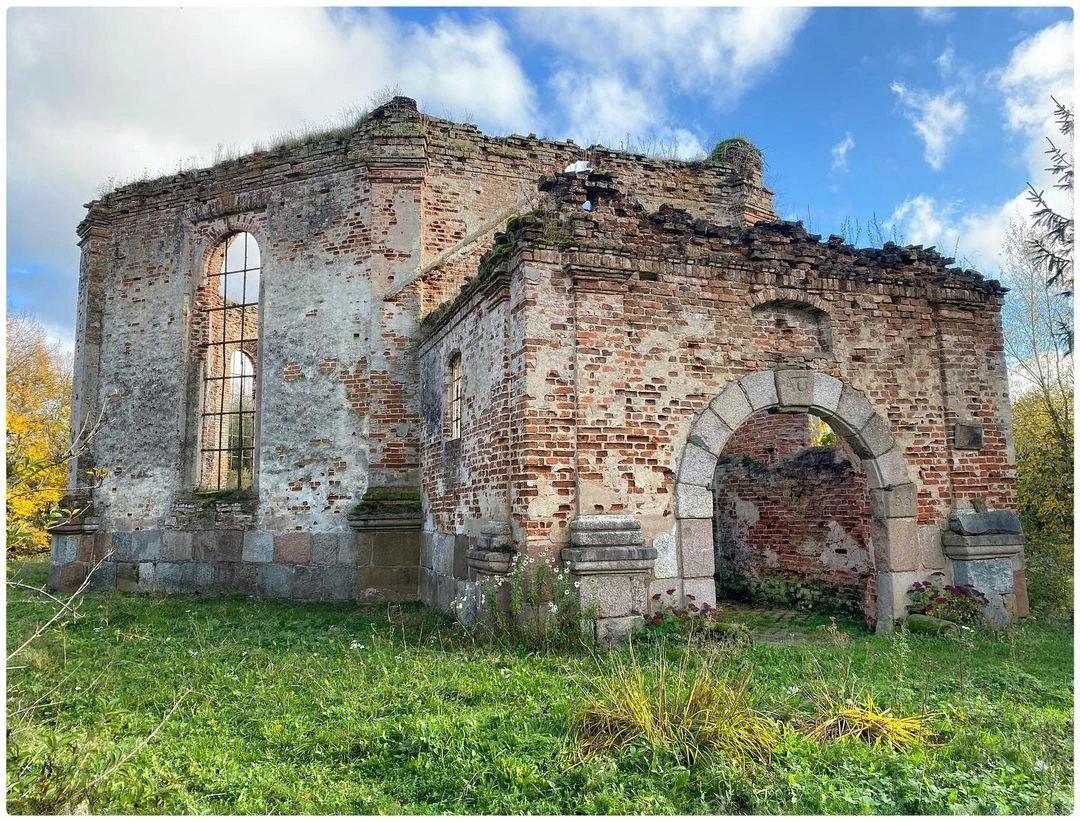
Ruine der Lappiener Kirche

### Kirchengebäude
Bei der heute nur noch als Ruine erhaltenen Kirche Lappienen handelt es sich um einen achteckigen durch Anbauten erweiterten Ziegelbau auf Feldsteinfundament – 1675 bis 1703 nach den Plänen von Philipp de la Chièze von dessen Witwe Katharina de la Chièze geborene Rauter errichtet.

### Kirchengemeinde
Im Jahre 1664 wurde die evangelische Kirchengemeinde Lappienen gegründet und ab 1667 mit einer eigenen Pfarrstelle ausgestattet. Früher zur Inspektion Tilsit zugehörig, gehörte das Kirchspiel bis 1945 dem Kirchenkreis Niederung in der Kirchenprovinz Ostpreußen der Kirche der Altpreußischen Union an.
Heute liegt Bolschije Bereschki im Einzugsbereich der evangelisch-lutherischen Kirchengemeinde in Slawsk (Heinrichswalde). Sie ist Pfarrsitz der gleichnamigen Kirchenregion in der Propstei Kaliningrad (Königsberg) der Evangelisch-lutherischen Kirche Europäisches Russland.

## Schule
Noch im Jahre 1938 wurde Rauterskirch mit einem Schulneubau ausgestattet. Er verfügte über fünf Klassenräume, Lehrküche und Aula. Zum Gilge-Deich hin waren es 150 Meter, dazwischen lag der Sportplatz.

## Persönlichkeiten

### Söhne und Töchter des Ortes
- Adolf Neumann-Hofer (* 18. Februar 1867 in Lappienen), deutscher Zeitungsverleger und Politiker († 1925)
- Otto Neumann-Hofer (* 4. Februar 1857 in Lappienen), deutscher Schriftsteller und Theaterintendant († 1941)

### Mit dem Ort verbunden
- Caroline von Keyserling (1727–1791), Künstlerin und Gesellschaftsdame, wurde in der Kirche Lappienen beigesetzt